# AMC (América Latina)
AMC é um canal de televisão por assinatura latino-americano, subsidiária do canal AMC de origem americana, na América Latina. Foi lançado nessa região em 27 de outubro de 2014 substituindo o MGM Channel. O canal pertence a AMC Networks e é operado pela AMC Networks International Latin America.

## História
Em 1998, a United Family Communications se tornou a MGM Networks Latin America por meio de uma parceria com a MGM Networks. Por meio dessas mudanças, o antigo canal Family Channel se tornou o MGM Family em setembro de 1998, renomeado apenas para MGM no ano seguinte.
Em agosto de 2014, foi anunciado que o MGM Channel seria renomeado como AMC e teria a programação do canal americano na América Latina e no resto do mundo fora dos Estados Unidos, após a aquisição da Chellomedia (da Liberty Global) pela AMC Networks International. Esperava-se que o sinais desse novo canal fossem lançados antes do final de 2014. O canal MGM encerrou suas transmissões em 27 de outubro de 2014 na América Latina para dar lugar ao AMC. Da mesma forma, o conteúdo do MGM continuou, com séries e filmes de outros estúdios e conteúdo originais da AMC.
Atualmente, o canal transmite a programação da rede homônima norte-americana, incluindo reprises de séries como Breaking Bad. A série Fear the Walking Dead estreou simultaneamente com os Estados Unidos em 23 de agosto de 2015. A famosa série The Walking Dead não é transmitida pelo canal, uma vez que os direitos de exibição internacional foram comprados em 2010 pela Fox Networks Group, sendo transmitida mais tarde na América Latina pelo Star Channel. O AMC latino-americano transmite séries e filmes dublados em espanhol (exceto no Brasil), mas também veiculam o idioma original das produções com legendas em espanhol, como o extinto canal MGM fazia.
Em 1º de agosto de 2016, o logotipo do canal assumiu uma nova imagem, adicionando novos gráficos para corresponder ao seu homólogo americano. Em 1.º de julho de 2019, o logotipo do canal assumiu mais uma vez uma nova imagem, para combinar com o seu homólogo americano.

## Logotipos

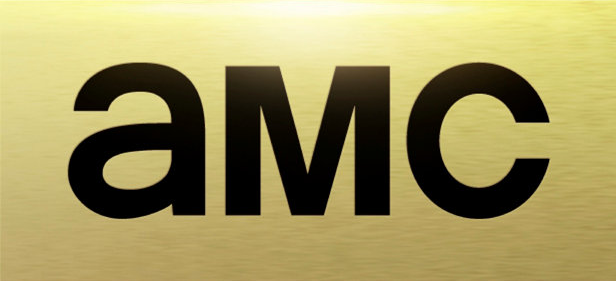
2014–2016
2016–2019
Desde 2019